# Chris Pennie
Chris Pennie (31 maggio 1979) è un batterista statunitense, conosciuto principalmente per essere stato uno dei co-fondatori dei The Dillinger Escape Plan e per aver militato nel gruppo alternative metal Coheed and Cambria..

## Biografia
Pennie ha iniziato a suonare la batteria all'età di 13 anni e a 16 anni, nel 1995, ha deciso di proseguire seriamente lo studio iscrivendosi al Berklee College of Music e frequentandolo per due anni, ottenendo un diploma in Music Synthesis e specializzandosi nella composizione e manipolazione di musica elettronica.
Alle scuole superiori Pennie inizia a suonare nei Prozak, una band originaria del New Jersey, composta di musicisti di età superiore anche di dieci anni rispetto alla propria, cosa che lo costringeva ad essere accompagnato dal padre per accedere e suonare nei vari locali. 
Pennie ha suonato con i Prozak dal 1993 fino al momento in cui è entrato nella scuola di musica e, durante questo periodo, con loro ha registrato dieci canzoni che non sono mai state ufficialmente pubblicate.
Pennie ha fatto parte anche del gruppo dei Boxer, formato nel 1995 con un suo compagno di scuola, Jeremy McDowell: questo gruppo fu la prima band a firmare per la Vagrant Records, una casa discografica indipendente allora agli esordi. Realizzarono il loro primo album, The Hurt Process nel 1998 ma si sciolsero alla fine del 1999. 
Per l'album This Never Happened degli All Else Failed, un gruppo sperimentale metalcore, Pennie ha collaborato come batterista nel 2004.
Pennie fonda nel marzo del 1997 i the Dillinger Escape Plan con il chitarrista Ben Weinman, il cantante Dimitri Minakakis ed il bassista Adam Doll. Assieme a Weinman, da lui definito la sua anima gemella musicale, scrive la maggior parte delle canzoni della band. Nel 2006, a seguito dell'abbandono del batterista Josh Eppard, Pennie inizia a lavorare in studio con i Coheed and Cambria, nel giugno 2007 i the Dillinger Escape Plan annunciano che il loro nuovo batterista sarà Gil Sharone degli Stolen Babies e poco dopo entra a far parte in pianta stabile dei C&C.
Quattro anni dopo, con un solo album pubblicato, lascia la band per divergenze artistiche, per dedicarsi alla carriera di produttore a dedicarsi ad altri progetti come i Return to Earth ed i Fight Mannequins.

## Influenze
Sono Lars Ulrich e Stewart Copeland i batteristi dai quali dice di essere stato influenzato, mentre, attualmente Sean Reinert rappresenta la sua maggiore fonte di ispirazione. Inoltre Pennie ha più volte affermato che ascoltare e suonare diversi tipi di musica sono parte integrante della costruzione del suo stile.

## Discografia

### Con i The Dillinger Escape Plan
- 1997 - The Dillinger Escape Plan EP
- 1998 - Under the Running Board EP
- 1999 - Calculating Infinity
- 2002 - Irony Is a Dead Scene EP
- 2004 - Miss Machine
- 2006 - Plagiarism EP

### Con i Coheed and Cambria
- 2010 - Year of the Black Rainbow

### Con i Return to Earth
- 2007 - Captains of Industry
- 2010 - Automata

### Altri
- 1998 - The Hurt Process (Boxer)
- 2004 - This Never Happened (All Else Failed)
- 2005 - Getaway Car (Getaway Car)
- 2007 - Wolves (Idiot Pilot)